# Petit parlement
Le petit parlement (finnois : Pikkuparlamentti) est un des bâtiments annexes du parlement de Finlande situé dans le quartier d'Etu-Töölö dans le centre-ville d'Helsinki en Finlande. 

## Présentation
Le petit parlement est construit du côté sud du palais du Parlement sur un terrain de forme triangulaire délimité par les rues Mannerheim et de l'Arcadie et l'ancienne voie ferrée du port d'Helsinki.
Le bâtiment abrite des bureaux, des salles de réunion et de travail pour les commissions parlementaires et un auditorium. Il héberge aussi le médiateur parlementaire et le centre des droits de l'homme,.

## Galerie

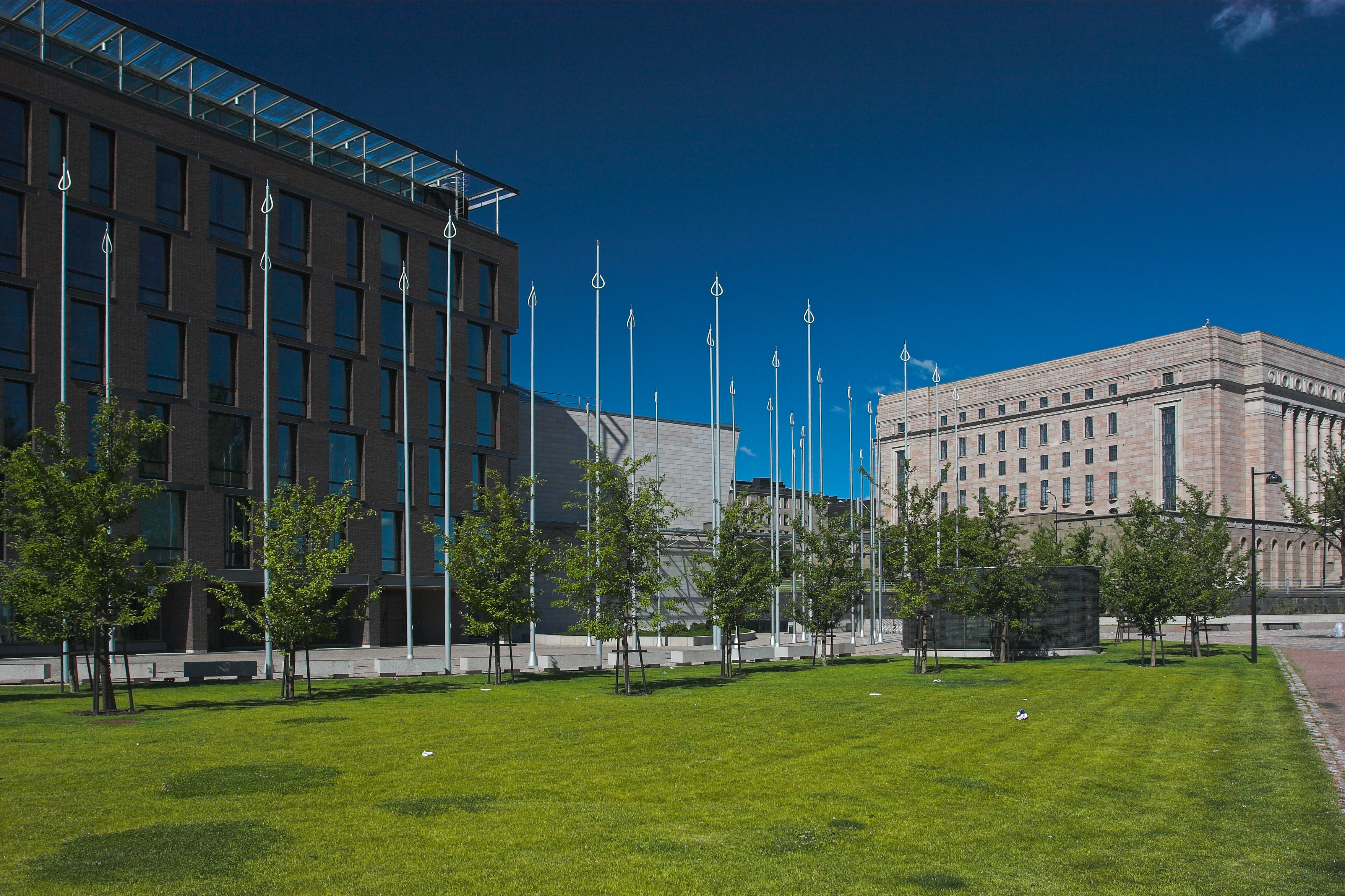
Le petit parlement vu du parc.
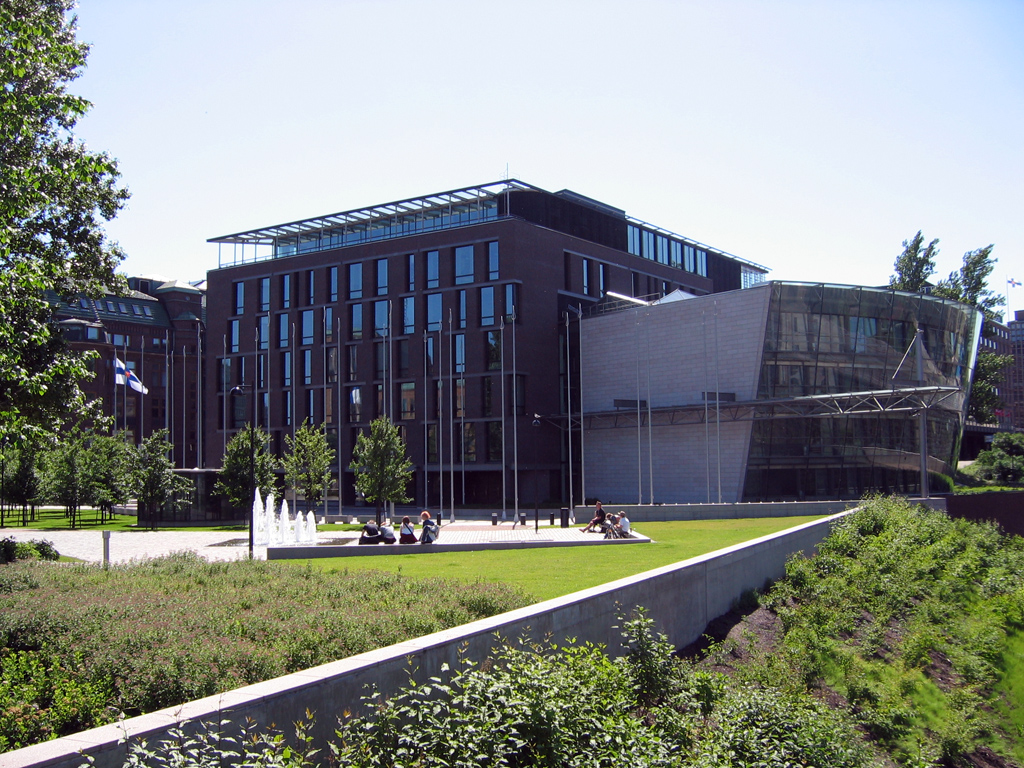
Le petit parlement.
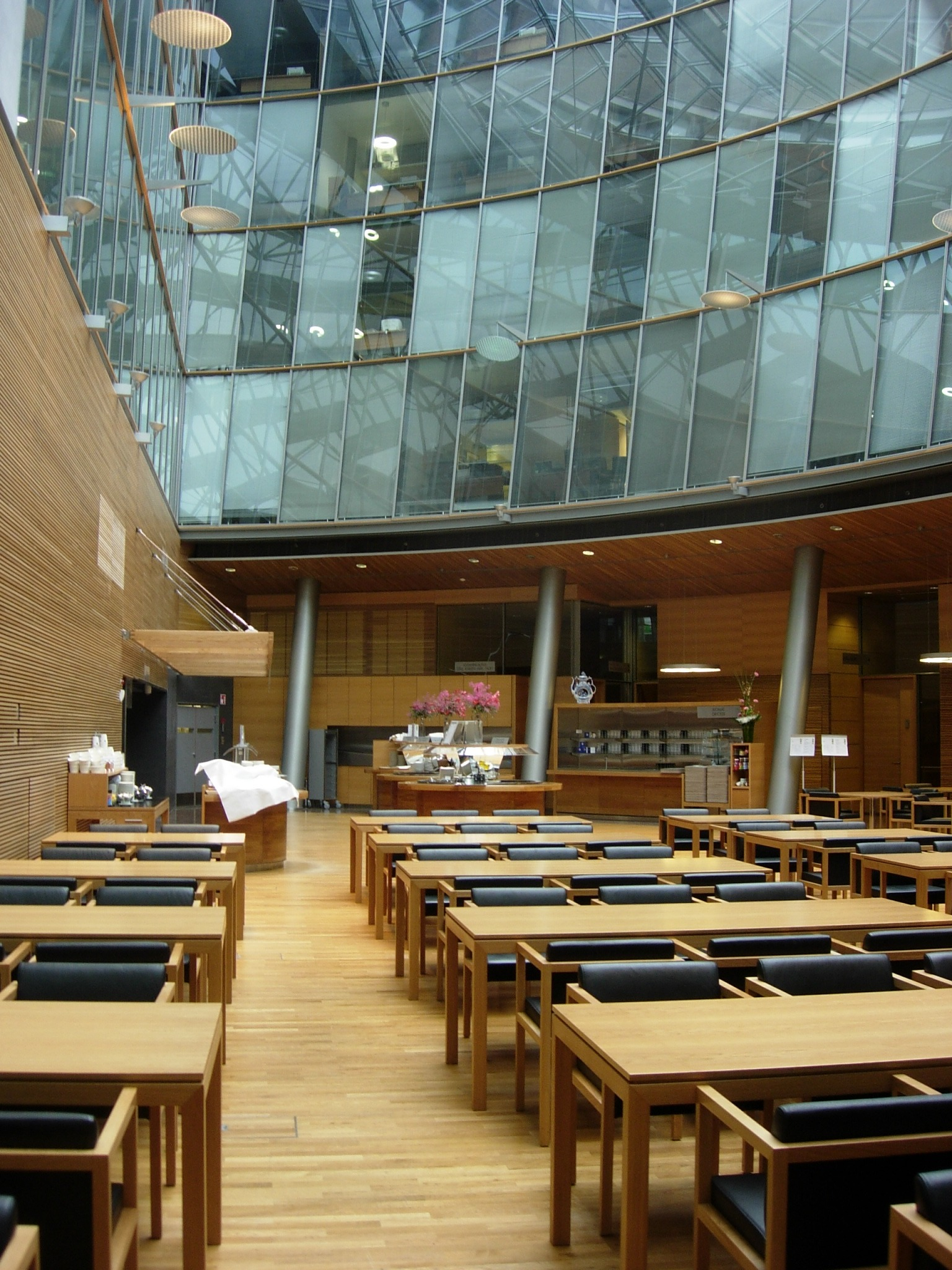
Le réfectoire du petit parlement.